# Yorkshire Philosophical Society
La Yorkshire Philosophical Society est une société savante caritative dont l'objectif est de promouvoir la compréhension générale de la science de la nature, des sciences sociales, ainsi que l'archéologie et l'histoire d'York et du Yorkshire. 

## Histoire
La société a été fondée en décembre 1822 par le chirurgien James Atkinson, William Salmond, Anthony Thorpe et le prêtre William Vernon,. Le but de la Société était de générer et de répandre la connaissance liée à la science et à l'histoire et construisit une large collection pour cela. Le géologue John Phillips a été engagé par la Société en tant que premier conservateur de son musée. En 1828, il a été donné à la Société, grâce à une subvention royale, certaines terres de l'Abbaye Sainte-Marie d'York, y compris les vestiges de ladite abbaye. La Société fit bâtir de nombreux édifices sur ces terres, dont le Yorkshire Museum, érigé afin d'abriter les collections géologiques et archéologiques et ouvrit en 1830. Le paysagiste Sir John Murray Naysmith a été engagé par la Société dans le but de réaliser des jardins botaniques autour du musée dans les années 1830.

## Organisation
La Yorkshire Philosophical Society est une société caritative déclarée, et possède une adhésion ouverte par abonnement. Les bureaux ainsi que la salle de lecture de la Société se situent dans la Loge des York Museum Gardens.

## Membres honoraires
En 1933, Frank Elgee démissionna de son poste de Conservateur du Dorman Museum en raison d'un problème de santé et sa femme, Harriett Wragg Elgee, remplaça son mari, fonction qu'elle tiendra jusqu'en 1938. En 1933, son ouvrage a été reconnu et récompensé d'un Diplôme Honoraire, lui donnant le titre de 'Docteur en Philosophie' par l'Université de Leeds. Il fut élu membre honoraire de la Yorkshire Philosophical Society en 1936.

## Membres notables
- Mary Kitson Clark, Conservatrice des Antiquités Romaines au Yorkshire Museum, archéologue et chercheuse indépendante.
- John Phillips, géologue.

## Activités récentes
La Société tient une série de conférences publiques gratuites chaque année concernant la science, la technologie, l'histoire, l'archéologie et la géographie. Des subventions pour la Récherche sont données par la Société en relation avec sa zone d'intérêt et des prix sont disponibles pour les étudiants en archéologie.